# Peter Higgins
Francis Peter Higgins, född 16 november 1928 i Stockton-on-Tees, död 8 september 1993, var en brittisk friidrottare.
Higgins blev olympisk bronsmedaljör på 4 x 400 meter vid sommarspelen 1956 i Melbourne.